# Apanteles breviventris
Apanteles breviventris är en stekelart som först beskrevs av Julius Theodor Christian Ratzeburg 1848.  Apanteles breviventris ingår i släktet Apanteles och familjen bracksteklar. Inga underarter finns listade i Catalogue of Life.